# Trematophlyctis
Trematophlyctis är ett släkte av svampar. Trematophlyctis ingår i ordningen Chytridiales, klassen Chytridiomycetes, divisionen pisksvampar och riket svampar.
|                 | Endochytriaceae                                |
|                 |                                                |
|                 | Cladochytriaceae                               |
|                 |                                                |
|                 | Chytridiaceae                                  |
|                 |                                                |
|                 | Synchytriaceae                                 |
|                 |                                                |
|                 | Dictyomorpha                                   |
|                 |                                                |
|                 | Plasmophagus                                   |
|                 |                                                |
|                 | Myiophagus                                     |
|                 |                                                |
|                 | Dermomycoides                                  |
|                 |                                                |
|                 | Sagittospora                                   |
|                 |                                                |
|                 | Rhizosiphon                                    |
|                 |                                                |
|                 | Mucophilus                                     |
|                 |                                                |
|                 | Ichthyochytrium                                |
|                 |                                                |
|                 | Septolpidium                                   |
|                 |                                                |
|                 | Rhizidiocystis                                 |
|                 |                                                |
|                 | Coralliochytrium                               |
|                 |                                                |
| Trematophlyctis | \| \| Trematophlyctis leptodesmiae \| \| \| \| |
|                 | \| \| Trematophlyctis leptodesmiae \| \| \| \| |
|                 | Achlyogeton                                    |
|                 |                                                |
|                 | Achlyella                                      |
|                 |                                                |
|                 | Trematophlyctis leptodesmiae                   |
|                 |                                                |

|  | Trematophlyctis leptodesmiae |
|  |                              |